# Trauma (serial telewizyjny)
Trauma – amerykański serial medyczny nadawany przez stację NBC, opowiadający o grupie ratowników medycznych. Zdjęcia do serialu kręcono w San Francisco (Kalifornia).
Traumę emitowała telewizja NBC od 28 września 2009 do 26 kwietnia 2010. Produkcję serialu zakończono po pierwszym sezonie z powodu niskiej oglądalności. W Polsce Traumę emitował Canal+.

## Obsada
- Derek Luke jako Cameron Boone
- Anastasia Griffith jako Nancy Carnahan
- Aimee Garcia jako Marisa Benez
- Kevin Rankin jako Tyler Briggs
- Taylor Kinney jako Glenn Morrison
- Jamey Sheridan jako dr Joseph "Joe" Saviano
- Cliff Curtis jako Reuben "Rabbit" Palchuck
- Scottie Thompson jako Diana Van Dine